# Fridolin Wagner
Fridolin Wagner (Leipzig, 23 september 1997) is een Duits voetballer die doorgaans speelt als middenvelder. Hij verruilde in 2024 SV Waldhof Mannheim voor FC Emmen.

## Clubcarrière
Wagner voetbalde in zijn jeugd bij VfB Leipzig en 1. FC Lokomotive Leipzig, waarna hij in 2011 werd opgenomen in de jeugdopleiding van RB Leipzig. Vanaf 2015 speelde hij daar voor het tweede elftal, dat eerst uitkwam in de Oberliga Nordost en daarna promoveerde naar de Regionalliga Nordost. Vervolgens maakte hij de overstap naar FSV Zwickau in de 3. Liga, waar hij één seizoen speelde. In januari 2018 ging hij naar Werder Bremen, waar hij, net als bij Leipzig, voor het tweede elftal uitkwam. Werder II speelde in eerste instantie in de 3. Liga, maar degradeerde voor het seizoen 2018/19 naar de Regionalliga Nord. Voor het seizoen 2019/20 ging Wagner weer spelen in de 3. Liga, dit keer bij SC Preußen Münster. Na één seizeon verkaste hij naar KFC Uerdingen, ook in de 3. Liga. 

### SV Waldhof
Medio 2021 ging Wagner naar SV Waldhof Mannheim, dat ook uitkwam in de 3. Liga. Hij speelde hier drie seizoenen, waarmee hij meer dan 100 wedstrijden speelde voor de club. Hij scoorde 14 doelpunten. In de DFB-Pokal speelde hij onder andere tegen 1. FC Union Berlin en 1. FC Nürnberg.

### FC Emmen
Medio 2024 verkaste hij naar FC Emmen in de Keuken Kampioen Divisie. Hij debuteerde in de eerste speelronde tegen FC Dordrecht (1-2). Hij was meteen basisspeler in het elftal van Robin Peter.

## Statistieken
| Seizoen | Club                | Competitie           | Competitie | Competitie | Beker | Beker | Overig | Overig | Totaal | Totaal |
| Seizoen | Club                | Competitie           | Wed.       | Dlp.       | Wed.  | Dlp.  | Wed.   | Dlp.   | Wed.   | Dlp.   |
| ------- | ------------------- | -------------------- | ---------- | ---------- | ----- | ----- | ------ | ------ | ------ | ------ |
| 2014/15 | RB Leipzig II       | Oberliga Nordost     | 1          | 0          | 0     | 0     | 0      | 0      | 1      | 0      |
| 2015/16 | RB Leipzig II       | Regionalliga Nordost | 11         | 0          | 0     | 0     | 0      | 0      | 11     | 0      |
| 2016/17 | RB Leipzig II       | Regionalliga Nordost | 25         | 3          | 0     | 0     | 0      | 0      | 25     | 3      |
| 2017/18 | FSV Zwickau         | 3. Liga              | 16         | 0          | 0     | 0     | 0      | 0      | 16     | 0      |
| 2017/18 | Werder Bremen II    | 3. Liga              | 13         | 0          | 0     | 0     | 0      | 0      | 13     | 0      |
| 2018/19 | Werder Bremen II    | Regionalliga Nord    | 32         | 3          | 0     | 0     | 0      | 0      | 32     | 3      |
| 2019/20 | SC Preußen Münster  | 3. Liga              | 28         | 2          | 1     | 0     | 0      | 0      | 29     | 2      |
| 2020/21 | KFC Uerdingen 05    | 3. Liga              | 27         | 2          | 0     | 0     | 0      | 0      | 27     | 2      |
| 2021/22 | SV Waldhof Mannheim | 3. Liga              | 28         | 4          | 4     | 2     | 0      | 0      | 32     | 6      |
| 2022/23 | SV Waldhof Mannheim | 3. Liga              | 33         | 5          | 5     | 0     | 0      | 0      | 38     | 5      |
| 2023/24 | SV Waldhof Mannheim | 3. Liga              | 30         | 3          | 1     | 0     | 0      | 0      | 31     | 3      |
| 2024/25 | FC Emmen            | Eerste divisie       | 32         | 2          | 1     | 0     | 0      | 0      | 33     | 2      |
| Totaal  | Totaal              | Totaal               | 275        | 24         | 13    | 2     | 0      | 0      | 288    | 26     |

Bijgewerkt op 16 juni 2025.